# Remaneicella
Remaneicella es un género de foraminífero bentónico de la subfamilia Remaneicinae, de la familia Remaneicidae, de la superfamilia Trochamminoidea, del suborden Trochamminina, y del orden Trochamminida. Su especie tipo es Remaneica gonzalezi. Su rango cronoestratigráfico abarca el Holoceno.

## Discusión
Clasificaciones previas incluían Remaneicella en el suborden Textulariina del orden Textulariida. Otras clasificaciones lo han incluido en el orden Lituolida.

## Clasificación
Remaneicella incluye a la siguiente especie:
- Remaneicella gonzalezi